# Erforsche mich, Gott, und erfahre mein Herz
Erforsche mich, Gott, und erfahre mein Herz (Sonde-moi, Dieu, et connais mon cœur), (BWV 136), est une cantate religieuse de Johann Sebastian Bach composé à Leipzig en 1723.

## Histoire et livret
Bach écrivit cette cantate pour le huitième dimanche après la Trinité et la dirigea le 18 juillet 1723,. Pour cette destination liturgique, deux autres cantates ont franchi le seuil de la postérité : les BWV 45 et 178. Les sources indiquent cependant que seuls la section centrale du troisième mouvement et le choral ont certainement été écrits à cette époque. Les autres mouvements peuvent provenir d'une autre cantate profane ou religieuse inconnue. Le chœur d'entrée est basé sur le psaume 139:23. Les lectures prescrites pour ce jour étaient Rom 8:12–17 et Évangile selon Matthieu 7 :15–23, un passage du Sermon sur la montagne mettant en garde contre les faux prophètes. Le poète des récitatifs et des arias (qui sont en relation directe avec l'Évangile du dimanche) est inconnu. Le choral reprend le 9e vers du poème Wo soll ich fliehen hin de Johann Heermann (1630) sur la mélodie de Auf meinen lieben Gott, que Bach utilisa de nouveau en 1724 pour la cantate Wo soll ich fliehen hin BWV 5.

## Structure et instrumentation
La cantate est écrite pour cor, hautbois, hautbois d'amour, deux violons, alto, et basse continue avec trois solistes (alto, ténor, basse) et chœur à quatre voix.
1. chœur : Erforsche mich, Gott, und erfahre mein Herz
2. récitatif (ténor) : Ach, daß der Fluch, so dort die Erde schlägt
3. aria (alto) : Es kömmt ein Tag
4. récitatif (basse) : Die Himmel selber sind nicht rein
5. aria (ténor et basse) : Uns treffen zwar der Sünden Flecken
6. choral : Dein Blut, der edle Saft

## Musique
Le choral d'ouverture est en deux parties A et A', des fugues chorales chacune sur les mêmes thèmes et présentant le texte complet. Une ritournelle instrumentale développée et dominée par le cor se fait entendre avant, entre et après les sections chorales. Durant tout le mouvement, les deux hautbois ne jouent jamais de façon indépendante mais doublent les violons dans les ritournelles et la soprano dans les sections vocales. Bach utilisa ce mouvement ultérieurement pour le Cum Sancto Spiritu de sa Messe en la majeur.
Les deux récitatifs sont essentiellement secco, seules les dernières mesures du quatrième mouvement tendent vers un arioso.
L'aria est accompagnée par le hautbois d'amour, la section centrale (certainement composée en 1723) est indiquée presto. Les deux violons à l'unisson accompagnent le duo tandis que les voix chantent parfois en imitation, parfois en homophonie, dans le style des duos que Bach écrivait à Köthen.
Le choral est développé en cinq parties par un violon indépendant, semblable au choral de Erschallet, ihr Lieder, erklinget, ihr Saiten! BWV 172.

## Source
- (en) Cet article est partiellement ou en totalité issu de l’article de Wikipédia en anglais intitulé « Erforsche mich, Gott, und erfahre mein Herz, BWV 136 » (voir la liste des auteurs).